# Mistrzostwa Świata w Piłce Siatkowej Mężczyzn 2018/Mecz o 3. miejsce
Mecz o 3. miejsce Mistrzostw Świata w Piłce Siatkowej Mężczyzn 2018 odbył się 30 września w PalaAlpitour w Turynie. Zmierzyły się w nim reprezentacje Serbii oraz Stanów Zjednoczonych.
Brązowy medal Mistrzostw Świata zdobyła reprezentacja Stanów Zjednoczonych, która wygrała z reprezentacją Serbii 3:1.

## Droga do meczu o 3. miejsce
| Lp. | Drużyna           | Mecze   | Mecze   | Pkt |
| Lp. | Drużyna           | W (3:2) | P (2:3) | Pkt |
| --- | ----------------- | ------- | ------- | --- |
| 1   | Stany Zjednoczone | 5 (2)   | 0 (0)   | 13  |
| 2   | Serbia            | 4 (1)   | 1 (1)   | 12  |
| 3   | Rosja             | 3 (0)   | 2 (1)   | 10  |
| 4   | Australia         | 2 (0)   | 3 (1)   | 7   |
| 5   | Kamerun           | 1 (0)   | 4 (0)   | 3   |
| 5   | Tunezja           | 0 (0)   | 5 (0)   | 0   |

| Lp. | Drużyna           | Mecze   | Mecze   | Pkt |
| Lp. | Drużyna           | W (3:2) | P (2:3) | Pkt |
| --- | ----------------- | ------- | ------- | --- |
| 1   | Stany Zjednoczone | 5 (2)   | 0 (0)   | 13  |
| 2   | Serbia            | 4 (1)   | 1 (1)   | 12  |
| 3   | Rosja             | 3 (0)   | 2 (1)   | 10  |
| 4   | Australia         | 2 (0)   | 3 (1)   | 7   |
| 5   | Kamerun           | 1 (0)   | 4 (0)   | 3   |
| 5   | Tunezja           | 0 (0)   | 5 (0)   | 0   |

| Lp. | Drużyna   | Mecze   | Mecze   | Pkt |
| Lp. | Drużyna   | W (3:2) | P (2:3) | Pkt |
| --- | --------- | ------- | ------- | --- |
| 1   | Polska    | 6 (0)   | 2 (1)   | 19  |
| 2   | Serbia    | 6 (2)   | 2 (1)   | 17  |
| 3   | Francja   | 5 (0)   | 3 (3)   | 18  |
| 4   | Argentyna | 3 (2)   | 5 (1)   | 8   |

| Lp. | Drużyna           | Mecze   | Mecze   | Pkt |
| Lp. | Drużyna           | W (3:2) | P (2:3) | Pkt |
| --- | ----------------- | ------- | ------- | --- |
| 1   | Stany Zjednoczone | 8 (2)   | 0 (0)   | 22  |
| 2   | Kanada            | 5 (2)   | 3 (0)   | 13  |
| 3   | Bułgaria          | 4 (0)   | 4 (1)   | 13  |
| 4   | Iran              | 4 (1)   | 4 (1)   | 12  |

| Lp. | Drużyna | Mecze   | Mecze   | Pkt |
| Lp. | Drużyna | W (3:2) | P (2:3) | Pkt |
| --- | ------- | ------- | ------- | --- |
| 1   | Polska  | 1 (0)   | 1 (1)   | 4   |
| 2   | Serbia  | 1 (0)   | 1 (0)   | 3   |
| 3   | Włochy  | 1 (1)   | 1 (0)   | 2   |

| Lp. | Drużyna           | Mecze   | Mecze   | Pkt |
| Lp. | Drużyna           | W (3:2) | P (2:3) | Pkt |
| --- | ----------------- | ------- | ------- | --- |
| 1   | Brazylia          | 2 (1)   | 0 (0)   | 5   |
| 2   | Stany Zjednoczone | 1 (0)   | 1 (0)   | 3   |
| 3   | Rosja             | 0 (0)   | 2 (1)   | 1   |

## Wynik spotkania
Niedziela, 30 września 2018 – 17:00 (UTC+02:00) • PalaAlpitour, Turyn
Widzów: 12011
Czas trwania meczu: 126 minut
Sędziowie:  Paulo Turci i  Nasr Shaaban
| Serbia                | 1:3                                            | Stany Zjednoczone       |
| Dražen Luburić 12 pkt | (25:23, 17:25, 30:32, 19:25) raport raport P-2 | Matthew Anderson 29 pkt |

| Poz.                 | Nr | Zawodnik                | 1        | 2           | 3           | 4          | 5 | Pkt |
| -------------------- | -- | ----------------------- | -------- | ----------- | ----------- | ---------- | - | --- |
| P                    | 4  | Nemanja Petrić          | 7 cztery | 7 cztery    | 11 zmiana2  | 7 cztery   |   | 10  |
| P                    | 8  | Marko Ivović            | 4 jeden  | 4 jeden     | 4 jeden     | 4 jeden    |   | 11  |
| R                    | 9  | Nikola Jovović          | 9 sześć  | 9 sześć     | 9 sześć     | 9 sześć    |   |     |
| A                    | 14 | Aleksandar Atanasijević | 6 trzy   | 6 trzy      | 6 trzy      | 4 pusty    |   | 7   |
| Ś                    | 18 | Marko Podraščanin       | 8 pięć   | 8 pięć      | 8 pięć      | 8 pięć     |   | 8   |
| Ś                    | 20 | Srećko Lisinac          | 5 dwa    | 5 dwa       | 5 dwa       | 5 dwa      |   | 5   |
| L                    | 19 | Nikola Rosić            | L        | L           | L           | L          |   |     |
| Zmiany               |    |                         |          |             |             |            |   |     |
| P                    | 2  | Uroš Kovačević          |          | 13 zmiana4  | 7 cztery    | 13 zmiana4 |   | 2   |
| P                    | 3  | Milan Katić             |          |             | 17 zmiana8  | 4 pusty    |   |     |
| Ś                    | 7  | Petar Krsmanović        |          | 29 zmiana20 |             | 4 pusty    |   | 1   |
| A                    | 16 | Dražen Luburić          |          | 18 zmiana9  | 23 zmiana14 | 6 trzy     |   | 12  |
| R                    | 21 | Ivan Kostić             |          | 23 zmiana14 |             | 18 zmiana9 |   |     |
| L                    | 17 | Neven Majstorović       | L        | L           | L           | L          |   |     |
| Nie weszli na boisko |    |                         |          |             |             |            |   |     |
| Ś                    | 1  | Aleksandar Okolić       |          |             |             | 4 pusty    |   |     |
| Trener               |    |                         |          |             |             |            |   |     |
| Nikola Grbić         |    |                         |          |             |             |            |   |     |

| Poz.                 | Nr | Zawodnik          | 1           | 2          | 3        | 4        | 5 | Pkt |
| -------------------- | -- | ----------------- | ----------- | ---------- | -------- | -------- | - | --- |
| A                    | 1  | Matthew Anderson  | 6 trzy      | 7 cztery   | 5 dwa    | 7 cztery |   | 29  |
| P                    | 2  | Aaron Russell     | 7 cztery    | 8 pięć     | 6 trzy   | 8 pięć   |   | 16  |
| P                    | 3  | Taylor Sander     | 4 jeden     | 5 dwa      | 9 sześć  | 5 dwa    |   | 9   |
| Ś                    | 10 | Daniel McDonnell  | 5 dwa       |            |          | 4 pusty  |   |     |
| R                    | 11 | Micah Christenson | 9 sześć     | 4 jeden    | 8 pięć   | 4 jeden  |   | 5   |
| Ś                    | 12 | Maxwell Holt      | 8 pięć      | 9 sześć    | 7 cztery | 9 sześć  |   | 14  |
| L                    | 22 | Erik Shoji        | L           | L          | L        | L        |   |     |
| Zmiany               |    |                   |             |            |          |          |   |     |
| P                    | 18 | Jake Langlois     |             | 12 zmiana3 |          | 4 pusty  |   | 1   |
| Ś                    | 20 | David Smith       | 19 zmiana10 | 6 trzy     | 4 jeden  | 6 trzy   |   | 11  |
| Nie weszli na boisko |    |                   |             |            |          |          |   |     |
| Ś                    | 4  | Jeffrey Jendryk   |             |            |          | 4 pusty  |   |     |
| R                    | 7  | Kawika Shoji      |             |            |          | 4 pusty  |   |     |
| A                    | 13 | Benjamin Patch    |             |            |          | 4 pusty  |   |     |
| Ś                    | 19 | Taylor Averill    |             |            |          | 4 pusty  |   |     |
| L                    | 21 | Dustin Watten     |             |            |          | 4 pusty  |   |     |
| Trener               |    |                   |             |            |          |          |   |     |
| John Speraw          |    |                   |             |            |          |          |   |     |

## Statystyki meczowe
| Serbia | STATYSTYKI        | Stany Zjednoczone |
| 91     | MAŁE PUNKTY       | 105               |
| 45     | ATAK              | 65                |
| 7      | BLOK              | 9                 |
| 4      | SERWIS            | 11                |
| 35     | BŁĘDY PRZECIWNIKA | 20                |

## Wyjściowe ustawienia
| Wyjściowe ustawienia drużyn (set 1)                                                                                         |
| --- |
| \| Ivović Lisinac Atanasijević Petrić Podraščanin Jovović Rosić Sander McDonnell Anderson Russell Holt Christenson Shoji \| |
| |
| Ivović Lisinac Atanasijević Petrić Podraščanin Jovović Rosić Sander McDonnell Anderson Russell Holt Christenson Shoji       |

| Wyjściowe ustawienia drużyn (set 2)                                                                                           |
| --- |
| \| Ivović Lisinac Atanasijević Petrić Podraščanin Jovović Majstorović Christenson Sander Smith Anderson Russell Holt Shoji \| |
| |
| Ivović Lisinac Atanasijević Petrić Podraščanin Jovović Majstorović Christenson Sander Smith Anderson Russell Holt Shoji       |

| Wyjściowe ustawienia drużyn (set 3)                                                                                        |
| --- |
| \| Ivović Lisinac Atanasijević Kovačević Podraščanin Jovović Rosić Smith Anderson Russell Holt Christenson Sander Shoji \| |
| |
| Ivović Lisinac Atanasijević Kovačević Podraščanin Jovović Rosić Smith Anderson Russell Holt Christenson Sander Shoji       |

| Wyjściowe ustawienia drużyn (set 4)                                                                                      |
| --- |
| \| Ivović Lisinac Luburić Petrić Podraščanin Jovović Majstorović Christenson Sander Smith Anderson Russell Holt Shoji \| |
| |
| Ivović Lisinac Luburić Petrić Podraščanin Jovović Majstorović Christenson Sander Smith Anderson Russell Holt Shoji       |